# Estación de San Miguel de Allende
San Miguel de Allende fue una estación de trenes que se encuentra en San Miguel de Allende, Guanajuato.

## Historia
La estación fue edificada sobre la línea México-Laredo de Tamaulipas del Ferrocarril Nacional de México. Los trabajos de construcción de la línea se realizaron por concesión el 13 de septiembre de 1880 a la Compañía Constructora Nacional que posteriormente se consolidó como Compañía del Camino de Fierro Nacional Mexicana. El servicio entre México y Laredo de Tamaulipas fue inaugurado en noviembre de 1888.